# Томарес Ногеля
Томарес Ногеля (Tomares nogelii) — вид комах з родини Lycaenidae.

## Морфологічні ознаки
Розмах крил — 22-34 мм. Візерунок крил самця та самки майже ідентичний, переважно темно-бурого кольору, з дуже варіабельними за розміром (іноді зовсім відсутніми) червоними плямами в центрі переднього та в торнальній області заднього крила. У метеликів кримської популяції червоні плями на крилах завжди розвинені до максимального розміру.

## Поширення
Румунія, Молдова, Мала та Передня Азія, Близький Схід.
В Україні поширений у Дніпропетровській, Запорізькій, Херсонській областях, а також у східній частині Гірського Криму. Популяції у Полтавській та Одеській областях, імовірно, зникли.

## Особливості біології
Стенобіонтний вид. Заселяє степові та лучностепові біотопи на схилах ярів, у Криму — локально окремі ділянки пухнастодубовофісташкових та ялівцевих рідколісь переважно на південних схилах гір, лише в місцях зростання астрагалу понтичного (Astragalus ponticus Pall.) — кормової рослини гусені. Дає одну генерацію на рік. Літ метеликів у Криму триває з першої декади травня до першої декади червня, у інших місцях — переважно з третьої декади травня до середини червня. Самиця відкладає від 1 до 4 яєць у нерозвинені суцвіття кормової рослини. Гусінь розвивається близько 4-5 тижнів, спочатку у суцвіттях, пізніше — у плодах. Живиться переважно генеративними частинами рослини. Заляльковування відбувається у ґрунті, найімовірніше, у глибоких ходах мурашників (вид мірмекофільний). Зимує лялечка.

## Загрози та охорона
Колонії зазнають антропогенного тиску: перевипас, випалювання трави, урбанізація.
Охорона не здійснюється. Доцільно створити ентомологічні заказники у Дніпропетровській та Запорізькій обл., інвентаризувати місця перебування виду та забезпечити їх охорону.